# Dwór Rokicki
Rokicki Dwór (kaszb. Nowi Dwór lub też Nyhof, niem. Neuhof) – część wsi Rokiciny w Polsce, położona w województwie pomorskim, w powiecie bytowskim, w gminie Czarna Dąbrówka. Wchodzi w skład sołectwa Rokiciny.
W latach 1975–1998 Dwór Rokicki administracyjnie należał do województwa słupskiego.